# Stazione meteorologica di Birgi Nuovo
La stazione meteorologica di Birgi Nuovo è la stazione meteorologica di riferimento relativa al circondario meridionale di Trapani.

## Caratteristiche
La stazione meteorologica si trova nell'Italia insulare, in Sicilia, nel territorio del comune di Trapani, a 20 metri s.l.m. e alle coordinate geografiche 37°53′09.61″N 12°29′46.81″E.

## Medie climatiche ufficiali

### Dati climatologici 1981-2010
In base alla media trentennale di riferimento (1981-2010), realmente calcolata tra il 1986 e il 2015, la temperatura media del mese più freddo, gennaio, si attesta a +12,0 °C; quella del mese più caldo, agosto, è di +27,1 °C.

Le precipitazioni sono calcolate sulle medie 1965-1994.
| Birgi Nuovo (1981-2010) | Mesi | Mesi | Mesi | Mesi | Mesi | Mesi | Mesi | Mesi | Mesi | Mesi | Mesi | Mesi | Stagioni | Stagioni | Stagioni | Stagioni | Anno  |
| Birgi Nuovo (1981-2010) | Gen  | Feb  | Mar  | Apr  | Mag  | Giu  | Lug  | Ago  | Set  | Ott  | Nov  | Dic  | Inv      | Pri      | Est      | Aut      | Anno  |
| ----------------------- | ---- | ---- | ---- | ---- | ---- | ---- | ---- | ---- | ---- | ---- | ---- | ---- | -------- | -------- | -------- | -------- | ----- |
| T. max. media (°C)      | 15,9 | 16,0 | 18,2 | 20,8 | 24,8 | 28,4 | 31,4 | 32,4 | 29,1 | 25,6 | 20,8 | 17,0 | 16,3     | 21,3     | 30,7     | 25,2     | 23,4  |
| T. min. media (°C)      | 8,0  | 8,1  | 9,8  | 11,9 | 15,0 | 17,6 | 20,4 | 21,7 | 19,3 | 16,6 | 13,1 | 9,9  | 8,7      | 12,2     | 19,9     | 16,3     | 14,3  |
| Precipitazioni (mm)     | 56,2 | 52,6 | 41,0 | 37,5 | 19,3 | 4,8  | 3,3  | 7,0  | 45,0 | 64,7 | 64,8 | 70,3 | 179,1    | 97,8     | 15,1     | 174,5    | 466,5 |

## Valori estremi

### Temperature estreme mensili dal 1986 ad oggi
Nella tabella sottostante sono riportate le temperature massime e minime assolute mensili, stagionali ed annuali dal 1986 ad oggi, con il relativo anno in cui si queste si sono registrate. La massima assoluta del periodo esaminato di +45,7 °C risale all'agosto 1999, mentre la minima assoluta di -0,8 °C è del dicembre 2014.
| Birgi Nuovo (1986-2023) | Mesi                    | Mesi        | Mesi        | Mesi        | Mesi        | Mesi        | Mesi        | Mesi        | Mesi        | Mesi               | Mesi        | Mesi        | Stagioni | Stagioni | Stagioni | Stagioni | Anno |
| Birgi Nuovo (1986-2023) | Gen                     | Feb         | Mar         | Apr         | Mag         | Giu         | Lug         | Ago         | Set         | Ott                | Nov         | Dic         | Inv      | Pri      | Est      | Aut      | Anno |
| ----------------------- | ----------------------- | ----------- | ----------- | ----------- | ----------- | ----------- | ----------- | ----------- | ----------- | ------------------ | ----------- | ----------- | -------- | -------- | -------- | -------- | ---- |
| T. max. assoluta (°C)   | 22,2 (2007 e 2008)      | 24,1 (2004) | 31,5 (2001) | 33,0 (1985) | 43,5 (2006) | 41,4 (2007) | 41,1 (1996) | 45,7 (1999) | 41,2 (2011) | 33,8 (1999 e 2000) | 30,0 (1986) | 24,6 (2004) | 24,6     | 43,5     | 45,7     | 41,2     | 45,7 |
| T. min. assoluta (°C)   | 0,0 (1999, 2004 e 2015) | 1,0 (1999)  | 0,0 (1987)  | 3,0 (1995)  | 6,0 (1989)  | 9,3 (1990)  | 12,5 (1986) | 14,8 (2008) | 12,0 (2008) | 8,0 (1989)         | 4,0 (1995)  | −0,8 (2014) | −0,8     | 0,0      | 9,3      | 4,0      | −0,8 |

## Temperature estreme annue dal 1986 al 2015
- 1986: +35,0 °C (28 luglio); +2,5 °C (18 gennaio e 26-29 dicembre)
- 1987: +39,0 °C (25 luglio); 0,0 °C (9-12 marzo)
- 1988: +41,1 °C (5 agosto); +3,5 °C (17 dicembre)
- 1989: +38,6 °C (10 agosto); +5,5 °C (1º febbraio)
- 1990: +38,5 °C (26 giugno); +6,5 °C (8 marzo)
- 1991: +37,5 °C (14 agosto); +5,2 °C (22 gennaio)
- 1992: +33,5 °C (7 agosto); +4,5 °C (1º febbraio)
- 1993: +40,1 °C (5 luglio e 4-25 agosto); +6,5 °C (1º gennaio)
- 1994: +42,8 °C (14 agosto); +6,2 °C (30 novembre)
- 1995: +38,5 °C (10 agosto); +1,8 °C (25 marzo)
- 1996: +41,1 °C (27 luglio); +2,8 °C (6 marzo)
- 1997:
- 1998:
- 1999: +45,7 °C (9 agosto); 0,0 °C (31 gennaio)
- 2000: +40,0 °C (6 luglio); +0,8 °C (21 gennaio)
- 2001: +38,0 °C (9 agosto); +2,0 °C (19 dicembre)
- 2002: +39,0 °C (1-22 luglio); +1,2 °C (6 gennaio)
- 2003: +38,8 °C (27 luglio); +1,9 °C (8 febbraio e 19 dicembre)
- 2004: +39,0 °C (10 agosto); 0,0 °C (23 gennaio)
- 2005:
- 2006: +43,5 °C (23 maggio); +3,0 °C (13 gennaio)
- 2007: +41,4 °C (25 giugno); +4,5 °C (5 febbraio)
- 2008: +37,3 °C (8 agosto); +2,1 °C (18 febbraio)
- 2009: +37,0 °C (24 luglio); +1,8 °C (14 febbraio)
- 2010: +37,5 °C (14 luglio); +3,4 °C (23 gennaio)
- 2011: +41,2 °C (4 settembre); +3,5 °C (25 gennaio)
- 2012: +39,0 °C (12 luglio); +4,9 °C (18 gennaio)
- 2013: +32,9 °C (29 luglio); +3,0 °C (5-10 febbraio)
- 2014: +36,2 °C (27 agosto); -0,8 °C (31 dicembre)
- 2015: +37,4 °C (30 luglio); 0,0 °C (1º gennaio)